# Монтефалко (Витербо)
Монтефалко је насеље у Италији у округу Витербо, региону Лацио.
Према процени из 2011. у насељу је живело 34 становника. Насеље се налази на надморској висини од 442 м.